# Pholcomma hickmani
Espèce
Pholcomma hickmani est une espèce d'araignées aranéomorphes de la famille des Theridiidae.

## Distribution
Cette espèce est endémique des îles Campbell au sud de la Nouvelle-Zélande.

## Étymologie
Cette espèce est nommée en l'honneur de Vernon Victor Hickman.

## Publication originale
- Forster, 1964 : The Araneae and Opiliones of the subantarctic islands of New Zealand. Pacific Insects Monographs, vol. 7, p. 58-115.